# Таксис
Та́ксис (грец. τακτισμός — стрій, порядок, розташування за порядком) — рухова реакція у відповідь на стимул, що діє односпрямовано, властива організмам, які здатні вільно пересуватися (бактерії, деякі гриби та водорості, тварини), деяким клітинам та органоїдам (спори та гамети, які володіють джгутиками, лейкоцити, хлоропласти).
Джерелами подразнення можуть бути світло (фототаксис), температура (термотаксис), волога (гідротаксис), хімічні речовини (хемотаксис) та ін. Рух може бути спрямований до джерела стимуляції (позитивний таксис) або від нього (негативний таксис). Наприклад, евглена рухається у бік джерела світла демонструючи позитивний таксис.
У мікробіології та ботаніці за характером реагування на подразник розрізняють фототаксис − не спрямовані зміни курсу руху (бактерії, зооспори деяких фікоміцетів) та топотаксиси — спрямовані переміщення по відношенню до джерела подразнення (сперматозоїди мохів, папоротеподібних). Для джгутикових водоростей властиві обидва типи таксисів. У більшості тварин таксисами називають тільки переміщення, що спрямовані по відношенню до стимулу переміщення (не спрямовані рухи називають кінемами), наприклад реакція личинок м'ясної мухи на світло, кидок богомола на жертву, орієнтація за сонцем у бджіл, мурашок, перелітних птахів, мігруючих метеликів, риб.